# Dikembe Mutombo
Dikembe Mutombo Mpolondo Mukamba Jean-Jacques Wamutombo (Kinsasa, República Democrática del Congo, 25 de junio de 1966 - Atlanta, Georgia, Estados Unidos, 30 de septiembre de 2024) comúnmente conocido como Dikembe Mutombo, fue un jugador de baloncesto congoleño, nacionalizado estadounidense, que disputó dieciocho temporadas en la NBA. Con sus 2,18 metros de estatura jugaba en la posición de pívot. Es considerado como uno de los mejores taponadores y defensores en la historia de la NBA, como atestiguan sus cuatro premios a Mejor Defensor del Año (1994-95, 1996-97, 1997-98 y 2000-01).

## Trayectoria deportiva

### Universidad
Mutombo, que en un principio quería ser médico, se formó en la Universidad de Georgetown con una beca de estudios de la USAID. En su segundo año en Georgetown, el técnico John Thompson invitó a Mutombo a participar en la selección del equipo de baloncesto de la universidad, gracias a la recomendación de Herman Hennig, agregado de la embajada americana en Kinshasa. Luego de unirse al equipo, Mutombo pasó de estudiar Medicina a estudiar Lingüística y Diplomacia. Dikembe apenas hablaba inglés cuando llegó a Georgetown (Washington D. C.) y tuvo que intensificar su estudio del idioma para desarrollarlo. Mutombo se convirtió en un excelente pívot con los Hoyas, continuando la tradición de Georgetown de producir jugadores de gran envergadura, entre los que también se encuentra su compañero de equipo y de pintura, Alonzo Mourning. Fue un gran taponador y en su primer partido en Georgetown añadió un récord con 12. Mandó nueve balones a la grada. En Georgetown, la sección próxima a la zona pasó a llamarse "Rejection Row" ("Fila del Tapón").
En su primera temporada, en la 1988-89, promedió 3.9 puntos, 3.3 rebotes y 2.3 tapones. En la 1989-90, experimentó una tremenda mejoría que le colocó como uno de los jugadores más determinantes de la NCAA. Firmó 10.7 puntos, 10.5 rebotes y 4.1 tapones. Compartió galardón del Jugador Defensivo del Año de la Big East Conference.
En su última temporada con los Hoyas promedió 15.2 puntos, 12.2 rebotes y 4.7 tapones, siendo elegido Jugador Defensivo del Año de la Big East y en el Mejor Quinteto de la conferencia.
Sus números globales fueron de 9.9 puntos (con un récord en Georgetown en porcentaje de tiro con 64.4%), 8.6 rebotes y 3.7 tapones.
En 1991 se graduó con un Bachelor of Arts en lingüística y diplomacia. Del 6 al 11 grado acudió al Ejército de Salvación.

### NBA

#### Denver Nuggets
El impacto de Mutombo fue inmediato. Como novato, fue elegido para jugar el All-Star de Orlando y sus números fueron espectaculares, 16.6puntos , 12.3 rebotes y 3 tapones por encuentro. Dikembe pronto se convertía en uno de los mejores jugadores defensivos de la NBA con una presencia ofensiva, además, interesante.  El 3 de febrero de 1992 anotó lo que fue su máximo en anotación, 39 puntos ante Minnesota Timberwolves. Fue incluido en el Mejor Quinteto de Rookies.
En su segunda temporada en la liga, la 1992-93, promedió 13,8 puntos, 13 rebotes y 3,5 tapones. Su récord en tapones llegó en aquella temporada frente a Los Angeles Clippers con 12. Sus tapones siempre iban acompañados de un gesto negativo con el dedo que venía a significar "No en mi casa".
En la temporada 1993-94 logró con Denver Nuggets un hito sin precedente. El equipo de Dan Issel llegaba a playoffs agonizando in extremis colándose en la octava plaza tras una temporada repleta de altibajos, pero con toda la ilusión del mundo pues la franquicia retomaba su vuelta a playoffs 4 años después de su última presencia. Seattle Supersonics sería el rival, y las cosas, tras dos encuentros disputados no se saldrían lo más mínimo del guion previsto, 2-0 favorable a Seattle. Pero la hombrada llegaría tras la culminación de una remontada histórica merced a la intimidatoria y constante labor de Mutombo en la pintura (6,2 tapones de media en la eliminatoria) y las notables actuaciones de Reggie Williams, Brian Williams o Robert Pack, convirtiéndose así en el primer equipo de la historia en clasificarse en 8.ª posición y eliminar al 1.º de la conferencia. A punto estuvo de repetir idéntica tarea en semifinales de conferencia ante Utah Jazz de John Stockton y los Malone (aquella temporada compartían equipo Jeff y Karl), ya que remontaron un 0-3 adverso que no pudieron refrendar en el 7.º y definitivo encuentro, donde cayeron 91-81.
Una de las imágenes más emotivas de los playoffs responde al bocinazo final de aquel fatídico 7.º encuentro entre Seattle y Denver, en el cual Mutombo se desplomó voluntariamente sujetando el balón contra su pecho, lleno de felicidad. Mutombo promedió 12 puntos, 11,8 rebotes y 4,1 tapones, líder en este apartado estadístico de la liga.
En la temporada 1994-95 se convirtió con 12,5 capturas, en el mejor reboteador de la temporada, y fue elegido Mejor Defensor de la NBA, además de ingresar en el 2.º Mejor Quinteto Defensivo. Nuevamente fue el mejor taponador de la liga, algo que lograría consecutivamente en los años 1994, 1995, 1996, 1997 y 1998. Fue elegido All-Star y firmó 12 puntos y 8 rebotes en aquel encuentro.
En 1996 se convirtió en el primer jugador en la historia de la NBA que conseguía ser el mejor taponador durante tres temporadas consecutivas. En aquel año promedio 4.5 tapones, su mejor marca a lo largo de su carrera. Fue elegido de nuevo para jugar el All-Star

#### Atlanta Hawks
El 15 de julio de 1996 firmó como agente libre con Atlanta Hawks por 5 años a razón de 50 millones de dólares. Allí permaneció durante cuatro temporadas, y fue All-Star en todas ellas. Además, en las tres primeras accedió a playoffs con los Hawks.
En la temporada 1996-97 alcanzaron las Semifinales de Conferencia ante Chicago Bulls, pero cayeron 4-1. Dikembe promedió en playoffs 15,4 puntos y 12,3 rebotes. En temporada regular sus números fueron de 13,3 puntos, 11,6 rebotes y 3,3 tapones. Por primera vez era elegido en el Mejor Quinteto Defensivo y repitió galardón de Mejor Defensor de la NBA por segunda vez en su carrera.
En 1998 fue elegido también Mejor Defensor de la NBA e integrante del Mejor Quinteto Defensivo. En 1999 fue parte del 2.º Mejor Quinteto Defensivo y se llevó el Premio IBM, creado para honorar al jugador que más contribuye para el éxito general del equipo. Se perdió el All-Star después de cuatro consecutivos.
En la 1999-00 lideró la liga en rebotes por primera vez, con 14,1 de media.

#### Philadelphia 76ers

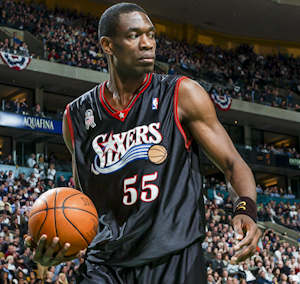
Mutombo con los Sixers en 2002.

El 22 de febrero de 2001, Atlanta Hawks traspasó a Dikembe Mutombo, junto a Roshown McLeod, a Philadelphia 76ers a cambio de Theo Ratliff, Toni Kukoč, Nazr Mohammed y Pepe Sánchez. En aquella temporada alcanzaría las Finales de la NBA como pieza fundamental en los Sixers. En playoffs promedió 13,9 puntos, 13,7 rebotes y 3,1 tapones. Además, firmó una actuación estelar en el All-Star Game de Washington con 6 puntos y 22 rebotes, claves en el triunfo de la Conferencia Este.
Estuvo otra temporada más en Philadelphia antes de ser traspasado a New Jersey Nets. En 2002 participó en su último All-Star Game.

#### New Jersey Nets
Philadelphia 76ers traspasó a Mutombo a New Jersey Nets a cambio de Keith Van Horn y Todd MacCulloch en verano del 2002. Las constantes lesiones de muñeca le mantuvieron bastante alejado de las canchas, por lo que el pívot congoleño solo pudo disputar 24 partidos con promedios de 5,8 puntos y 6,4 rebotes. A partir de aquí Dikembe Mutombo nunca sería el jugador que fue, pero su constancia, su afan de superación y su amor a este deporte le permitieron continuar muchos años más como referente defensivo saliendo desde el banquillo.
El 4 de octubre de 2003 fue cortado por los Nets.

#### New York Knicks
El 9 de octubre de 2003 firmó por New York Knicks un contrato de dos años. Solo disputó una temporada, con números de 5,6 puntos y 6,7 rebotes en 65 partidos, ya que fue traspasado a Chicago Bulls en verano de 2004 junto con Othella Harrington, Frank Williams y Cezary Trybanski por Jamal Crawford, Jerome Williams. Con los Bulls no llegó a jugar ya que estos le volvieron a traspasar un mes después a Houston Rockets a cambio de Eric Piatkowski, Adrian Griffin y Mike Wilks.

#### Houston Rockets

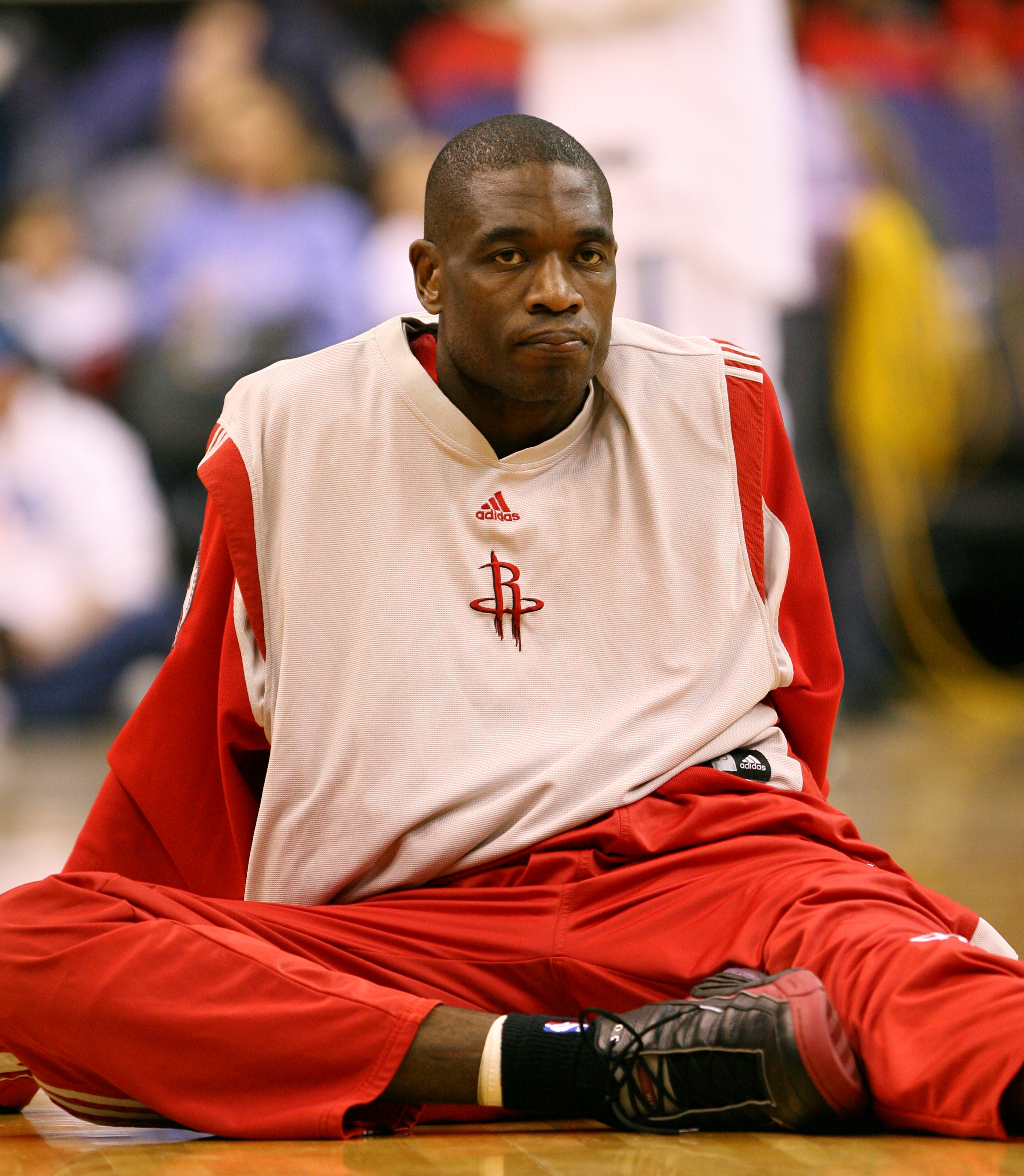
Mutombo con los Rockets en 2006.

En los Rockets, Mutombo volvió a sentirse un jugador importante. En la temporada 2004-05, Dikembe disputó 80 partidos a sus 38 años. Promedió 4 puntos, 5,3 rebotes y 1,3 tapones que le valieron para ser renovado en agosto de 2005 por dos años más con los Rockets. El 14 de marzo de 2005 sobrepasó a Mark Eaton y se colocó tercero en la clasificación histórica de taponadores.
En Houston se convirtió en el recambio natural de Yao Ming y ante las lesiones de este tuvo que ser el pívot titular durante muchos partidos a lo largo de su estancia en Houston.
El 10 de enero de 2007 superó a Kareem Abdul-Jabbar como segundo máximo taponador en la historia, solo por detrás de Hakeem Olajuwon.
En diciembre de 2008 fue renovado por un año más, y con 42 años siendo el más veterano de la competición, dijo que sería su última temporada.
El 21 de abril de 2009 jugando contra Portland Trail Blazers en un choque con Greg Oden se lesiona de gravedad en su maltrecha rodilla y tras salir en camilla de la cancha, se despide entre lágrimas. Después del partido, dijo que era necesario operarse y que su carrera en la NBA había terminado. Más tarde se confirmó que se había roto el tendón del cuádriceps de la rodilla izquierda. Anunció su retirada el 23 de abril de 2009, tras 18 temporadas en la NBA.

#### Después de la NBA
El 9 de septiembre de 2015 los Hawks retiraron su dorsal número 55 y dos días después, el 11 de septiembre, fue introducido al prestigioso Salón de la Fama del Baloncesto.

## Perfil de jugador
Con sus 2.18 metros y sus 120 kg, Dikembe jugaba en la posición de pívot, donde la combinación de altura y unos poderosos y largos brazos han hecho de él uno de los referentes defensivos en la historia de la NBA. Ejemplo de ello es que se trata del jugador, junto a Ben Wallace, con más premios de Mejor Defensor de la NBA, con cuatro entorchados. Las mejores armas de Mutombo ha sido su capacidad para taponar y su poder reboteador. Durante su carrera ha promediado 2.9 tapones y 10.8 rebotes, y es el segundo taponador en la historia de la liga, solo por detrás de Hakeem Olajuwon. En rebotes, ocupa el puesto 21. Deke también ha sido ocho veces All-Star, tres veces elegido en los Quintetos NBA y seis en los Quintetos defensivos. Pese a ser recordado siempre como un gran defensor, Mutombo también fue importante en los sistemas ofensivos de sus equipos a lo largo de su carrera. De sus 19 temporadas como profesional, en 11 de ellas superó los 10 puntos por partido de media.
Mutombo también adquirió notoriedad fuera de la pista. Después de un tapón, siempre acompañaba con un gesto negativo con el dedo índice que venía a significar "No en mi casa". Más tarde la NBA sancionaría con una técnica a Mutombo o a cualquier otro jugador que hiciera ese gesto al considerarlo conducta antideportiva. Para evitar la técnica, Mutombo lo que entonces hacía tras taponar, era saludar con el dedo a la grada. Además, sus codos son famosos en la NBA por lesionar a un buen número de jugadores, entre los que destacan Michael Jordan, Dennis Rodman, Charles Oakley, Patrick Ewing, Chauncey Billups, Ray Allen, Yao Ming, LeBron James y Tracy McGrady. Hasta su compañero de equipo, Yao Ming, en clave de broma, se quejaba de la intensidad de Mutombo en los entrenamientos.

## Estadísticas de su carrera en la NBA

### Temporada regular
| Año      | Equipo       | PJ   | PT  | MPP  | %TC  | %3P  | %TL  | RPP  | APP | ROB | TPP | PPP  |
| -------- | ------------ | ---- | --- | ---- | ---- | ---- | ---- | ---- | --- | --- | --- | ---- |
| 1991–92  | Denver       | 71   | 71  | 38.3 | .493 | .000 | .642 | 12.3 | 2.2 | .6  | 3.0 | 16.6 |
| 1992–93  | Denver       | 82   | 82  | 36.9 | .510 | .000 | .681 | 13.0 | 1.8 | .5  | 3.5 | 13.8 |
| 1993–94  | Denver       | 82   | 82  | 34.8 | .569 | .000 | .583 | 11.8 | 1.5 | .7  | 4.1 | 12.0 |
| 1994–95  | Denver       | 82   | 82  | 37.8 | .556 | .000 | .654 | 12.5 | 1.4 | .5  | 3.9 | 11.5 |
| 1995–96  | Denver       | 74   | 74  | 36.7 | .499 | .000 | .695 | 11.8 | 1.5 | .5  | 4.5 | 11.0 |
| 1996–97  | Atlanta      | 80   | 80  | 37.2 | .527 | .000 | .705 | 11.6 | 1.4 | .6  | 3.3 | 13.3 |
| 1997–98  | Atlanta      | 82   | 82  | 35.6 | .537 | .000 | .670 | 11.4 | 1.0 | .4  | 3.4 | 13.4 |
| 1998–99  | Atlanta      | 50   | 50  | 36.6 | .512 | .000 | .684 | 12.2 | 1.1 | .3  | 2.9 | 10.8 |
| 1999–00  | Atlanta      | 82   | 82  | 36.4 | .562 | .000 | .708 | 14.1 | 1.3 | .3  | 3.3 | 11.5 |
| 2000–01  | Atlanta      | 49   | 49  | 35.0 | .477 | .000 | .695 | 14.1 | 1.1 | .4  | 2.8 | 9.1  |
| 2000–01  | Philadelphia | 26   | 26  | 33.7 | .495 | .000 | .759 | 12.4 | .8  | .3  | 2.5 | 11.7 |
| 2001–02  | Philadelphia | 80   | 80  | 36.3 | .501 | .000 | .764 | 10.8 | 1.0 | .4  | 2.4 | 11.5 |
| 2002–03  | New Jersey   | 24   | 16  | 21.4 | .374 | .000 | .727 | 6.4  | .8  | .2  | 1.5 | 5.8  |
| 2003–04  | New York     | 65   | 56  | 23.0 | .478 | .000 | .681 | 6.7  | .4  | .3  | 1.9 | 5.6  |
| 2004–05  | Houston      | 80   | 2   | 15.2 | .498 | .000 | .741 | 5.3  | .1  | .2  | 1.3 | 4.0  |
| 2005–06  | Houston      | 64   | 23  | 14.9 | .526 | .000 | .758 | 4.8  | .1  | .3  | .9  | 2.6  |
| 2006–07  | Houston      | 75   | 33  | 17.2 | .556 | .000 | .690 | 6.5  | .2  | .3  | 1.0 | 3.1  |
| 2007–08  | Houston      | 39   | 25  | 15.9 | .538 | .000 | .711 | 5.1  | .1  | .3  | 1.2 | 3.0  |
| 2008–09  | Houston      | 9    | 2   | 10.7 | .385 | .000 | .667 | 3.7  | .0  | .0  | 1.2 | 1.8  |
| Total    | Total        | 1196 | 997 | 30,8 | .518 | .000 | .684 | 10.3 | 1.0 | .4  | 2.7 | 9.8  |
| All-Star | All-Star     | 8    | 3   | 17.5 | .595 | .000 | .750 | 9.3  | .3  | .4  | 1.2 | 6.3  |

### Playoffs
| Año   | Equipo       | PJ  | PT | MPP  | %TC   | %3P  | %TL   | RPP  | APP | ROB | TPP | PPP  |
| ----- | ------------ | --- | -- | ---- | ----- | ---- | ----- | ---- | --- | --- | --- | ---- |
| 1994  | Denver       | 12  | 12 | 42.6 | .463  | .000 | .602  | 12.0 | 1.8 | .7  | 5.8 | 13.3 |
| 1995  | Denver       | 3   | 3  | 28.0 | .600  | .000 | .667  | 6.3  | .3  | .0  | 2.3 | 6.0  |
| 1997  | Atlanta      | 10  | 10 | 41.5 | .628  | .000 | .719  | 12.3 | 1.3 | .1  | 2.6 | 15.4 |
| 1998  | Atlanta      | 4   | 4  | 34.0 | .458  | .000 | .625  | 12.8 | .3  | .2  | 2.2 | 8.0  |
| 1999  | Atlanta      | 9   | 9  | 42.2 | .563  | .000 | .702  | 13.9 | 1.2 | .6  | 2.6 | 12.6 |
| 2001  | Philadelphia | 23  | 23 | 42.7 | .490  | .000 | .777  | 13.7 | .7  | .6  | 3.1 | 13.9 |
| 2002  | Philadelphia | 5   | 5  | 34.6 | .452  | .000 | .615  | 10.6 | .6  | .4  | 1.8 | 8.8  |
| 2003  | New Jersey   | 10  | 0  | 11.5 | .467  | .000 | 1.000 | 2.7  | .6  | .3  | .9  | 1.8  |
| 2004  | New York     | 3   | 0  | 12.7 | .333  | .000 | 1.000 | 3.3  | .0  | .3  | 1.3 | 2.3  |
| 2005  | Houston      | 7   | 0  | 14.4 | .545  | .000 | .769  | 5.0  | .3  | .3  | 1.0 | 3.1  |
| 2007  | Houston      | 7   | 0  | 5.7  | 1.000 | .000 | 1.000 | 1.6  | .1  | .0  | .4  | 1.3  |
| 2008  | Houston      | 6   | 6  | 20.5 | .615  | .000 | .636  | 6.5  | .3  | .2  | 1.8 | 3.8  |
| 2009  | Houston      | 2   | 0  | 10.0 | .000  | .000 | .000  | 4.5  | .0  | .5  | 1.0 | 0.0  |
| Total | Total        | 101 | 72 | 30.9 | .517  | .000 | .703  | 9.5  | .8  | .4  | 2.5 | 9.1  |

## Vida personal
Mutombo estaba casado con Rosa y tienen seis hijos, cuatro de ellos adoptados cuando su hermano falleció. 
Era miembro del grupo étnico de los luba y hablaba inglés, francés, español, portugués y cinco idiomas africanos. Su familia reside en Atlanta, Georgia. Está graduado con un Bachelor of Arts en lingüística y diplomacia.
El lema de Mutombo es "Dios nos da tiempo en el mundo. Tenemos la obligación de cumplir ese momento, para hacer una diferencia".
Su sobrino Mfiondu Kabengele, hijo de su hermana Tshimanga, está declarado elegible para el Draft de la NBA de 2019, tras pasar por Florida State.

### Incidente racista
Durante un partido de exhibición frente a Orlando Magic el 26 de octubre de 2006, Hooman Hamzehloui, un abonado de los Magic, llamó varias veces "simio" y "cara mono" a Mutombo. Éste, al finalizar el encuentro, declaró que la próxima vez que le sucediese, entraría en acción. Sin embargo, Mutombo perdonó a este aficionado después de que le escribiera una carta mostrando su arrepentimiento, diciendo que no asistiría a un partido de la NBA sin su perdón. Mutombo olvidó el incidente pero la NBA no, y prohibió la asistencia a partidos NBA para toda la temporada al aficionado.

### Icono humanitario
Mutombo fue a Estados Unidos a estudiar medicina con la meta de retornar a su país natal, la República Democrática del Congo, para mejorar la salud y la calidad de vida de allí existentes. El haber jugado en la NBA durante tantos años le ha permitido acumular fama y dinero para dedicar a actividades benéficas.

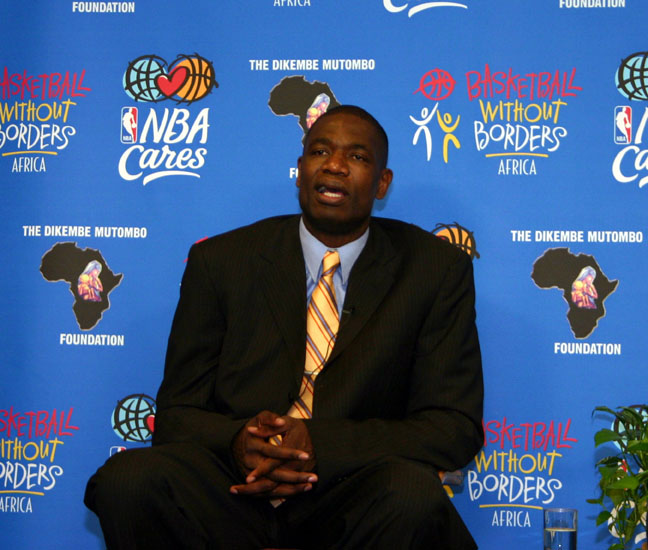
Mutombo es uno de los embajadores de la NBA por el mundo.

En 1997 creó la Fundación Dikembe Mutombo, cuya misión está en erradicar enfermedades infantiles que ahora son poco frecuentes en el mundo desarrollado pero que amenazan todavía a muchos niños en el Congo. Las labores de la organización caritativa se centran en para mejorar la salud, educación y calidad de vida de la gente en su país. Las actividades de la Fundación han incluido la entrega de servicios médicos, actividades de prevención y educación en el área de salud pública, y actividades de apoyo para los asuntos de salud en la región. El Hospital Biamba Marie Mutombo es una de las grandes obras que ha llevado a cabo esta fundación.
En honor a su humanitarismo, fue invitado por el presidente de Estados Unidos, George W. Bush, al Discurso del Estado de la Unión en 2007, donde fue honrado por sus esfuerzos humanitarios y fue referido como "el hijo del Congo" por el presidente norteamericano.
Mientras estuvo en los Hawks, Mutombo trabajó con el programa atlético de las Olimpiadas Especiales para jóvenes desaventajados en su desarrollo.
Dikembe es muy activo en la organización de Baloncesto sin Fronteras y viaja por toda África en nombre de la NBA. Es también portavoz de la agencia internacional de socorro CARE, y fue el primer emisario juvenil del programa de las Naciones Unidas para el desarrollo.
Uno de sus trabajos más grandes ha sido el de incluir en sus programas de baloncesto en África temas sociales tan importantes como la educación y la prevención del sida.
USA Weekend nombró a Mutombo el Atleta Más Humanitario de 1999 por sus esfuerzos en recaudar dinero para ayudar a sostener programas contra el sida en la República Democrática del Congo. En 2006, Mutombo convenció al Congreso de los Estados Unidos a comprometer dos millones de dólares para financiar clínicas y centros de salud en su país.
Mutombo fue el primer jugador de la NBA en recibir en dos ocasiones el Premio J. Walter Kennedy que premia al jugador que más servicios y dedicación presta a la sociedad durante la temporada. Recibió este galardón en 2001 y 2009.

### Hospital Biamba Marie Mutombo
En septiembre de 2006, y gracias, en gran parte, a la labor de Mutombo, se inauguró en la República Democrática del Congo, justo en las afueras de la capital Kinshasa, el Hospital Biamba Marie Mutombo. Es la primera instalación moderna en Kinshasa en cuarenta años. El nuevo centro, que lleva el nombre de la madre fallecida de Mutombo, es un hospital y centro de investigación de 29 millones de dólares que incluirá un área pediátrica especial, así como quirófanos y un centro para mujeres. El hospital cuenta con 300 camas, con aproximadamente un tercio de estas perteneciendo al área pediátrica. Un sistema de telemedicina avanzado permite que doctores del extranjero y expertos en Congo colaboren y ofrezcan entrenamientos sobre los más recientes procedimientos médicos mediante el uso de las telecomunicaciones.
Para ver realizado uno de los sueños de Mutombo, el jugador donó más de 15 millones de dólares para el proyecto, mientras que donaciones privadas y alianzas corporativas han ayudado a completar el costo de construcción, equipos y materiales.

### Tumor cerebral
En octubre de 2022, la NBA, informó que el exjugador estaba recibiendo tratamiento debido a un tumor cerebral. Murió el lunes 30 de septiembre de 2024 tras dos años de lucha.

## Logros y reconocimientos
- 8 veces All Star.
- Elegido en 4 ocasiones como mejor jugador defensivo del año en la NBA.
- Máximo reboteador de la NBA en 2 ocasiones (2000 y 2001).
- Máximo taponador en 3 ocasiones (1994, 1995, 1996).
- Elegido en el mejor quinteto de novatos en 1992.
- Elegido en 3 ocasiones en el mejor quinteto defensivo de la liga.
- Ha conseguido, en 15 temporadas, más de 11.000 puntos y 11.000 rebotes.
- Es el 2.º máximo taponador de la historia de la NBA.

Honores
- Miembro del Basketball Hall of Fame (2015)
- N.º 55 retirado por Atlanta Hawks (2015)
- N.º 55 retirado por Denver Nuggets (2016)[19]